# 奧爾德里奇 (明尼蘇達州)
奧爾德里奇（英語：Aldrich，/ˈɔːldrɪtʃ/ AWL-drich）是一個位於美國明尼蘇達州沃迪納縣的城市。

## 歷史
奧爾德里奇得名自明尼蘇達州立法委員賽勒斯·奧爾德里奇。奧爾德里奇的郵局自1877年營運至今。

## 人口
根據2020年美國人口普查的數據，奧爾德里奇的面積為1.27平方千米，皆為陸地。當地共有人口35人，而人口密度為每平方千米28人。